# Михельсоны
Михельсон (нем. von Michelsohnen) — дворянский род.
В Гербовник внесены две фамилии Михельсоны:
1. Потомство находившегося в шведской службе (1680) Иосифа Михельсона (Герб. Часть VII. № 131).
2. Мориц Ильич Михельсон, признанный в дворянском достоинстве (1868) (Герб. Часть XIII. № 135)

## Происхождение и история рода
Происшедший из древней благородной фамилии Иосиф Михельсон выехал из Англии в Данию, затем в Швецию, находясь в шведской службе адъютантом короля Карла XI (1680). Его сын капитан шведской службы  Иван убит под Полтавой, а внуки Иван и Николай  переселились в Россию приняв подданство. Фамилия Михельсонов находится в матрикуле Лифляндского и Эстляндского рыцарства, а в 1774 году правнук Иосифа, Иван Иванович Михельсон (1740—1807) генерал от кавалерии, один из основных участников подавления Пугачёвского восстания, получил индигнат на Сейме от Короля Польского и Речи Посполитой на все преимущества старшего тамошнего дворянства. Этот род Михельсон пресёкся в России в первой половине XIX века.
Определением Правительствующего сената (10 марта 1871), по пожалованному (1868) ордену Святого Владимира 4 степени, статский советник Мориц Ильин Михельсон с сыном Алексеем признан в потомственном дворянском достоинстве, с правом на внесение в III часть дворянской родословной книги.

## Описание гербов

#### Герб Михельсонов 1785 г.
В Гербовнике Анисима Титовича Князева 1785 года имеется изображение печати с гербом генерала от кавалерии, белорусского военного губернатора Ивана Ивановича Михельсон: овальное поле щита расположено на орденской звезде и поле щита поделено горизонтально на две половины. В верхней половине, в красном поле, выходящая из облака серебряная рука (польский герб Малая Погоня). В нижней половине, в синем поле, золотые - крепость и по её сторонам поставлены по одному золотому же дереву. Щит увенчан дворянским шлемом (дворянская корона и намёт отсутствуют). Нашлемник: два буйволовых рога. Вокруг щита орденская лента и внизу три орденских креста. Вокруг щита военная арматура в виде: копья, сабли, горна, барабанов.

#### Герб. Часть VII. № 131.
В щите, разделённом надвое, в верхней половине в красном поле видна выходящая с левой стороны из облака в серебряных латах рука с мечом. В нижней половине в голубом поле находится серебряная крепость и по сторонам неё поставлены по одному золотому дереву.
Щит увенчан дворянскими шлемом и короной. Нашлемник: два рога. Намёт на щите красный и голубой, подложенный золотом. Герб рода Михельсон внесён в Часть 7 Общего гербовника дворянских родов Всероссийской империи. — С. 131.
Герб Морица Ильича Михельсона внесён в Часть 13 Общего гербовника дворянских родов Всероссийской империи. — С. 135.

## Известные представители
- Михельсон Давид — подполковник, кавалер Святого Георгия 3 степени (1771).
- Михельсон Иван Иванович — подполковник, кавалер Святого Георгия 3 степени (1775).
- Михельсон Григорий Иванович (1791-1866) — в официальных актах (1803) значится, как "бывший польского двора камергер и ордена Святого Станислава кавалер", из пажей поступил в Кавалергардский полк (13 сентября 1807), уволен от службы поручиком (12 мая 1810), женат на своей крепостной Авдотье Калинишне, от которой имел до брака двух сыновей и дочь.
- Михельсон — прапорщик Кексгольмского пехотного полка, убит в Бородинском сражении (24-26 августа 1812), его имя занесено на стену храма Христа Спасителя в г. Москва.